# Теймураз I, князь Мухранский
Теймураз I (груз. თეიმურაზ I მუხრანბატონი; Теймураз I Мухранбатони; 16 июля 1572 — 1 июля 1625) — грузинский тавади («князь») из Мухрани, представитель побочной ветви царской династии Багратионов из Картли, князь («батони») Мухрани (Мухранбатони, Мухранский господин; 1580—1625), также командир ополчения Шида-Картли и регент Картли в 1623—1625 годах.

## Ранняя жизнь
Теймураз был старшим сыном Вахтанга I (1511—1580), князя Мухран-Батони (1539—1580). Его младшими братьями были Кайхосро и Баграт. Согласно гипотезе историка Кирилла Туманова, специалиста по истории Закавказья, Теймураз и Баграт были одним и тем же человеком. В 1580 году после смерти своего отца юный Теймураз унаследовал княжеский удел в Мухрани. Первоначально регентом княжества был его двоюродный брат, Ираклий I Арчилович (1560—1605), племянник Вахтанга. В это время царство Картли было ареной военных действий между соперничающими мусульманскими империями, Османской Турцеий и Сефевидским Ираном. В 1582 году в Мухрани царь Картли Симон I Великий нанес поражение туркам-османам.

## Война и смерть
В 1609 году Теймураз Мухран-Батони лично участвовал в битве при Ташискари, в ходе которой грузины под командованием Георгия Саакадзе нанесли поражение превосходящим силам османской армии, спася от смерти молодого царя Картли Луарсаба II. В 1615 году иранский шах Аббас I завоевал Восточную Грузию и стал возводить на царский престол своих марионеток. Но власть иранских ставленников признавалась в окрестностях Тбилиси, где стоял большой персидский гарнизон, и районах Нижней Картли. В 1623 году картлийская знать, недовольная иранскими марионетками, избрала регентом Картли Теймураза, князя Мухранского. В 1625 году князь Теймураз Мухранбатони принял участие в антииранском восстании, организованном Георгием Саакадзе. Шах Аббас Великий отправил против повстанцев в Грузию большую карательную армию (60 тыс. чел.). 1 июля 1625 года в битве у Марабды иранцы разгромили 20-тысячное войско картлийцев и кахетинцев под командованием Георгия Саакадзе и царя Теймураза. Согласно грузинскому летописцу XVIII века князю Вахушти, Теймураз Мухранбатони доблестно сражался с врагом и погиб в этом сражении.

## Брак и дети
Теймураз I был женат на Анне (ум. 1624), дочери Нугзара, эристава Арагвского (1600—1611). У них было шестеро детей:
- Вахтанг V (1618—1675), приёмный сын царя Ростома, князь Мухранский (1648—1658), царь Картли (1658—1675)
- Константин I (ок. 1622 — 1667), князь Мухранский (1658—1667)
- Арчил
- Ираклий
- Давид
- Луарсаб (умер 1629).
- Дареджан, жена князя Кайхосро Бараташвили, убитого по приказу царя Картли Ростома в 1647 году[4].